# Serie Mundial de Rugby 7 2012-13
La temporada 2012-13 de la Serie Mundial Masculina de Rugby 7, conocida por razones de patrocinio como la HSBC Serie Mundial de Rugby 7, fue la decimocuarta edición de este torneo internacional de selecciones de rugby 7, torneos organizados por la International Rugby Board desde la temporada 1999–2000.

## Itinerario
| Itinerario de la temporada 2012–13 | Itinerario de la temporada 2012–13         | Itinerario de la temporada 2012–13       | Itinerario de la temporada 2012–13 |
| País                               | Sede                                       | Fecha                                    | Ganador                            |
| ---------------------------------- | ------------------------------------------ | ---------------------------------------- | ---------------------------------- |
| Australia                          | Skilled Park, Gold Coast                   | 13–14 de octubre de 2012                 | Fiyi                               |
| Dubai                              | The Sevens Stadium, Dubái                  | 30 de noviembre y 1 de diciembre de 2012 | Samoa                              |
| Sudáfrica                          | Estadio Nelson Mandela Bay, Port Elizabeth | 8 y 9 de diciembre de 2012               | Nueva Zelanda                      |
| Nueva Zelanda                      | Westpac Stadium, Wellington                | 1 y 2 de febrero de 2013                 | Inglaterra                         |
| Estados Unidos                     | Sam Boyd Stadium, Las Vegas                | 8, 9 y 10 de febrero de 2013             | Sudáfrica                          |
| Hong Kong                          | Hong Kong Stadium, Hong Kong               | 22, 23 y 24 de marzo de 2013             | Fiyi                               |
| Japón                              | Estadio de Rugby de Chichibunomiya, Tokio  | 30 y 31 de marzo de 2013                 | Sudáfrica                          |
| Escocia                            | Scotstoun Stadium. Glasgow                 | 4 y 5 de mayo de 2013                    | Sudáfrica                          |
| Inglaterra                         | Twickenham, Londres                        | 11 y 12 de mayo de 2013                  | Nueva Zelanda                      |

## Equipos participantes
Después de cada sesión, la IRB anunció los equipos conocidos como Core teams que participarán en cada uno de los eventos de la Serie Mundial de Rugby Seven. Esta es la primera vez que 15 equipos reciben esta consideración, con lo que se produce un aumento respecto la edición anterior, en la cual eran 12 los equipos con tal condición.
Los 12 Core teams de la temporada 2011–12 conservaron su estatus, añadiéndose además otros tres nuevos equipos los cuales adquirieron su condición tras su participación en la Seven de Hong Kong 2012. Los equipos participantes con la condición de Core team en la temporada 2012-13 son:
- Argentina
- Australia
- Canadá
- Inglaterra
- Fiyi
- Francia
- Kenia
- Nueva Zelanda
- Portugal
- Samoa
- Escocia
- Sudáfrica
- España
- Estados Unidos
- Gales

### Ascensos y descensos
Por primera vez se estableció un sistema fijo de ascensos y descensos para los equipos que deban participar en la Serie Mundial de Rugby 7, remplazando el proceso anterior. Los 12 Core teams mejor clasificados después del evento de Glasgow retienen este estatus para la temporada 2013–14. Los otros tres Core teams para la temporada 2013–14 se determinó en dos etapas:
- Una primera etapa que se celebró en Seven de Hong Kong 2013 con 12 equipos, dos clasificados por cada una de las regiones. Estos doce equipos lucharon por cinco plazas para la fase final de clasificación en Londres.
- Una segunda etapa que se celebró en Seven de Londres 2013. Los cinco equipos clasificados de Hong Kong se unieron a los tres peores clasificados de los Core teams tras haberse celebrado el Seven de Escocia 2013. De esta forma salieron tres equipos que se unieron a los 12 mejores clasificados tras el seven de Escocia para formar los 15 Core teams de la Serie Mundial de Rugby 7 2013-14.

### Clasificación
| Leyenda                                                                       |
| ----------------------------------------------------------------------------- |
| "Core teams" de la temporada 2013/14 de la Serie Mundial de Rugby 7 de la IRB |
| Participarán como "core teams" tras clasificarse en el torneo de Londres      |
| No son "core teams"                                                           |

| Clasificación 2012–13 | Clasificación 2012–13 | Clasificación 2012–13  | Clasificación 2012–13 | Clasificación 2012–13      | Clasificación 2012–13      | Clasificación 2012–13 | Clasificación 2012–13 | Clasificación 2012–13 | Clasificación 2012–13 | Clasificación 2012–13 | Clasificación 2012–13 |
| Pos.                  | País                  | Australia (Gold Coast) | Dubái                 | Sudáfrica (Port Elizabeth) | Nueva Zelanda (Wellington) | EE. UU. (Las Vegas)   | Hong Kong             | Japón (Tokio)         | Escocia (Glasgow)     | Inglaterra (Londres)  | Total                 |
| --------------------- | --------------------- | ---------------------- | --------------------- | -------------------------- | -------------------------- | --------------------- | --------------------- | --------------------- | --------------------- | --------------------- | --------------------- |
| 1                     | Nueva Zelanda         | 19                     | 19                    | 22                         | 17                         | 19                    | 17                    | 19                    | 19                    | 22                    | 173                   |
| 2                     | Sudáfrica             | 17                     | 7                     | 17                         | 10                         | 22                    | 5                     | 22                    | 22                    | 10                    | 132                   |
| 3                     | Fiyi                  | 22                     | 10                    | 12                         | 7                          | 15                    | 22                    | 10                    | 10                    | 13                    | 121                   |
| 4                     | Samoa                 | 10                     | 22                    | 7                          | 15                         | 17                    | 13                    | 10                    | 5                     | 5                     | 104                   |
| 5                     | Kenia                 | 15                     | 17                    | 5                          | 19                         | 1                     | 15                    | 5                     | 7                     | 15                    | 99                    |
| 6                     | Inglaterra            | 5                      | 13                    | 13                         | 3                          | 10                    | 19                    | 5                     | 15                    | 17                    | 92                    |
| 7                     | Gales                 | 12                     | 15                    | 19                         | 5                          | 8                     | 3                     | 15                    | 3                     | 8                     | 91                    |
| 8                     | Australia             | 7                      | 3                     | 5                          | 22                         | 5                     | 8                     | 8                     | 17                    | 19                    | 89                    |
| 9                     | Francia               | 13                     | 8                     | 15                         | 10                         | 7                     | 2                     | 7                     | 12                    | 7                     | 87                    |
| 10                    | Argentina             | 10                     | 1                     | 8                          | 13                         | 3                     | 10                    | 17                    | 8                     | 10                    | 84                    |
| 11                    | Estados Unidos        | 5                      | 12                    | 1                          | 8                          | 13                    | 12                    | 3                     | 10                    | 12                    | 71                    |
| 12                    | Canadá                | 2                      | 5                     | 10                         | 1                          | 10                    | 5                     | 13                    | 13                    | 5                     | 69                    |
| 13                    | Escocia               | 3                      | 5                     | 1                          | 12                         | 12                    | 1                     | 12                    | 5                     |                       | 51                    |
| 14                    | Portugal              | 1                      | 10                    | 10                         | 1                          | 1                     | 10                    | 1                     | 1                     |                       | 35                    |
| 15                    | España                | 8                      | 2                     | 3                          | 5                          | 5                     | 1                     | 1                     | 1                     |                       | 26                    |
| 16                    | Hong Kong             | 0                      | 0                     | 0                          | 0                          | 0                     | 7                     | 0                     | 0                     |                       | 7                     |
| 17                    | Rusia                 | 0                      | 1                     | 0                          | 0                          | 0                     | 0                     | 0                     | 2                     |                       | 3                     |
|                       | Tonga                 | 1                      | 0                     | 0                          | 2                          | 0                     | 0                     | 0                     | 0                     |                       | 3                     |
| 19                    | Japón                 | 0                      | 0                     | 0                          | 0                          | 0                     | 0                     | 2                     | 0                     |                       | 2                     |
|                       | Uruguay               | 0                      | 0                     | 0                          | 0                          | 2                     | 0                     | 0                     | 0                     |                       | 2                     |
|                       | Zimbabue              | 0                      | 0                     | 2                          | 0                          | 0                     | 0                     | 0                     | 0                     |                       | 2                     |

#### Torneo clasificatorio de Londres
| GRUPO A   | GRUPO A            | GRUPO A             | GRUPO A              | GRUPO A            | GRUPO A | GRUPO A | GRUPO A | GRUPO A | GRUPO A | GRUPO A | GRUPO A |
|           | Bandera de Escocia | Bandera de Zimbabue | Bandera de Hong Kong | Bandera de Georgia | V.      | E.      | D.      | T+      | T-      | Dif.    | Pts.    |
| --------- | ------------------ | ------------------- | -------------------- | ------------------ | ------- | ------- | ------- | ------- | ------- | ------- | ------- |
| Escocia   | X                  | 21-14               | 19-20                | 29-0               | 2       | 0       | 1       | 69      | 34      | +35     | 7       |
| Zimbabue  | 14-21              | X                   | 12-7                 | 19-14              | 2       | 0       | 1       | 45      | 42      | +3      | 7       |
| Hong Kong | 20-19              | 7-12                | X                    | 17-12              | 2       | 0       | 1       | 44      | 43      | +1      | 7       |
| Georgia   | 0-29               | 14-19               | 12-17                | X                  | 0       | 0       | 3       | 26      | 65      | -39     | 3       |

| GRUPO B  | GRUPO B             | GRUPO B           | GRUPO B          | GRUPO B          | GRUPO B | GRUPO B | GRUPO B | GRUPO B | GRUPO B | GRUPO B | GRUPO B |
|          | Bandera de Portugal | Bandera de España | Bandera de Rusia | Bandera de Tonga | V.      | E.      | D.      | T+      | T-      | Dif.    | Pts.    |
| -------- | ------------------- | ----------------- | ---------------- | ---------------- | ------- | ------- | ------- | ------- | ------- | ------- | ------- |
| Portugal | X                   | 7-5               | 26-10            | 12-7             | 3       | 0       | 0       | 45      | 22      | +23     | 9       |
| España   | 5-7                 | X                 | 19-14            | 17-19            | 1       | 0       | 2       | 41      | 40      | +1      | 5       |
| Rusia    | 10-26               | 14-19             | X                | 19-7             | 1       | 0       | 2       | 43      | 52      | -9      | 5       |
| Tonga    | 7-12                | 19-17             | 7-19             | X                | 1       | 0       | 2       | 33      | 48      | -15     | 5       |

| Selección     | Selección   | Resultado   |
| Semifinales   | Semifinales | Semifinales |
| ------------- | ----------- | ----------- |
| Portugal      | Georgia     | 17-5        |
| España        | Hong Kong   | 29-14       |
| Rusia         | Zimbabue    | 26-7        |
| Escocia       | Tonga       | 31-0        |
| Finales       |             |             |
| España        | Portugal    | 10-5        |
| Escocia       | Rusia       | 19-0        |
| Tercer puesto |             |             |
| Portugal      | Rusia       | 10-5        |

| Leyenda                                                      |
| ------------------------------------------------------------ |
| "Core team" en la Serie Mundial de Rugby 7 de la IRB 2013/14 |

| Bandera de Nueva Zelanda |
| Campeón Nueva Zelanda    |
| Undécimo título          |